# Syrorisa
Syrorisa misella es una especie de araña araneomorfa de la familia Desidae. Es la única especie del género monotípico Syrorisa.  Es nativa de Nueva Caledonia y Australia Occidental.